# Трав'янчик вусатий
Трав'янчик вуса́тий (Amytornis striatus) — вид горобцеподібних птахів з родини малюрових (Maluridae).

## Поширення
Ендемік Австралії. Мешкає в посушливих і напівпосушливих районах на заході, в центрі та на півдні країни. Трапляється в місцях масового покриву травою Triodia.